# Mascarville
Mascarville är en kommun i departementet Haute-Garonne i regionen Occitanien i södra Frankrike. Kommunen ligger i kantonen Caraman som tillhör arrondissementet Toulouse. År 2022 hade Mascarville 181 invånare.

## Befolkningsutveckling
Antalet invånare i kommunen Mascarville
Referens:INSEE

## Monument

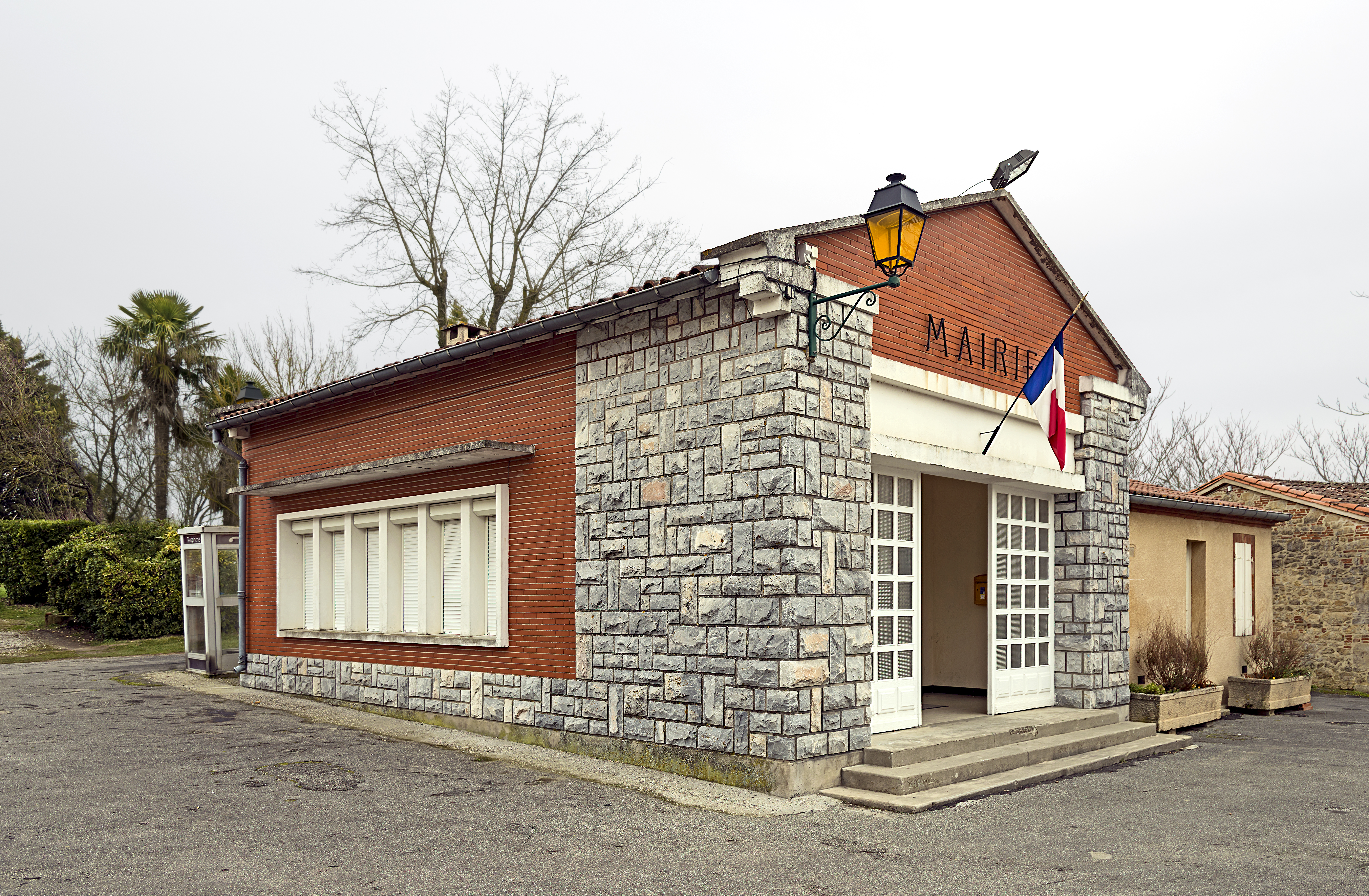
Rådhuset.
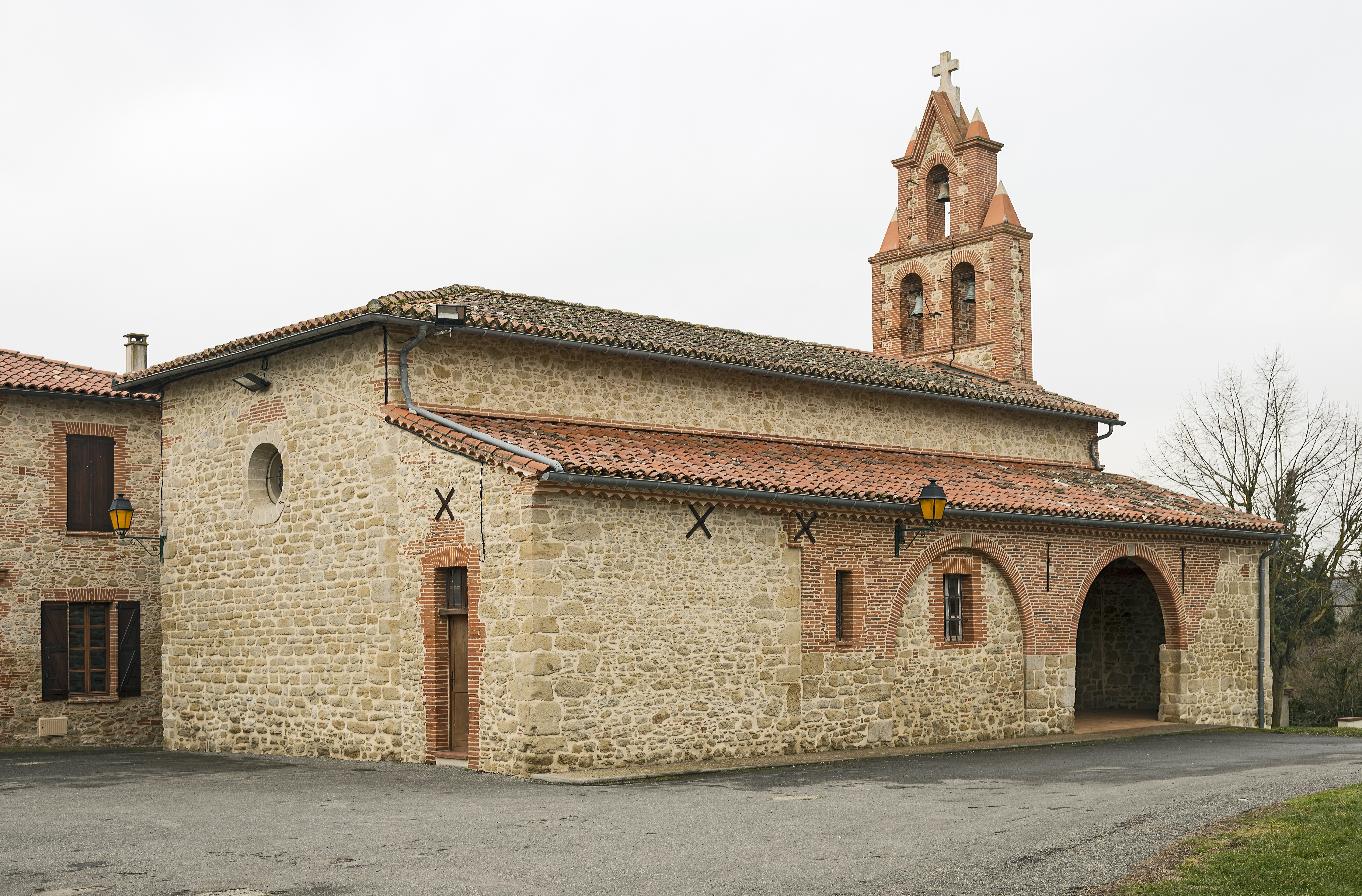
Kyrkan.
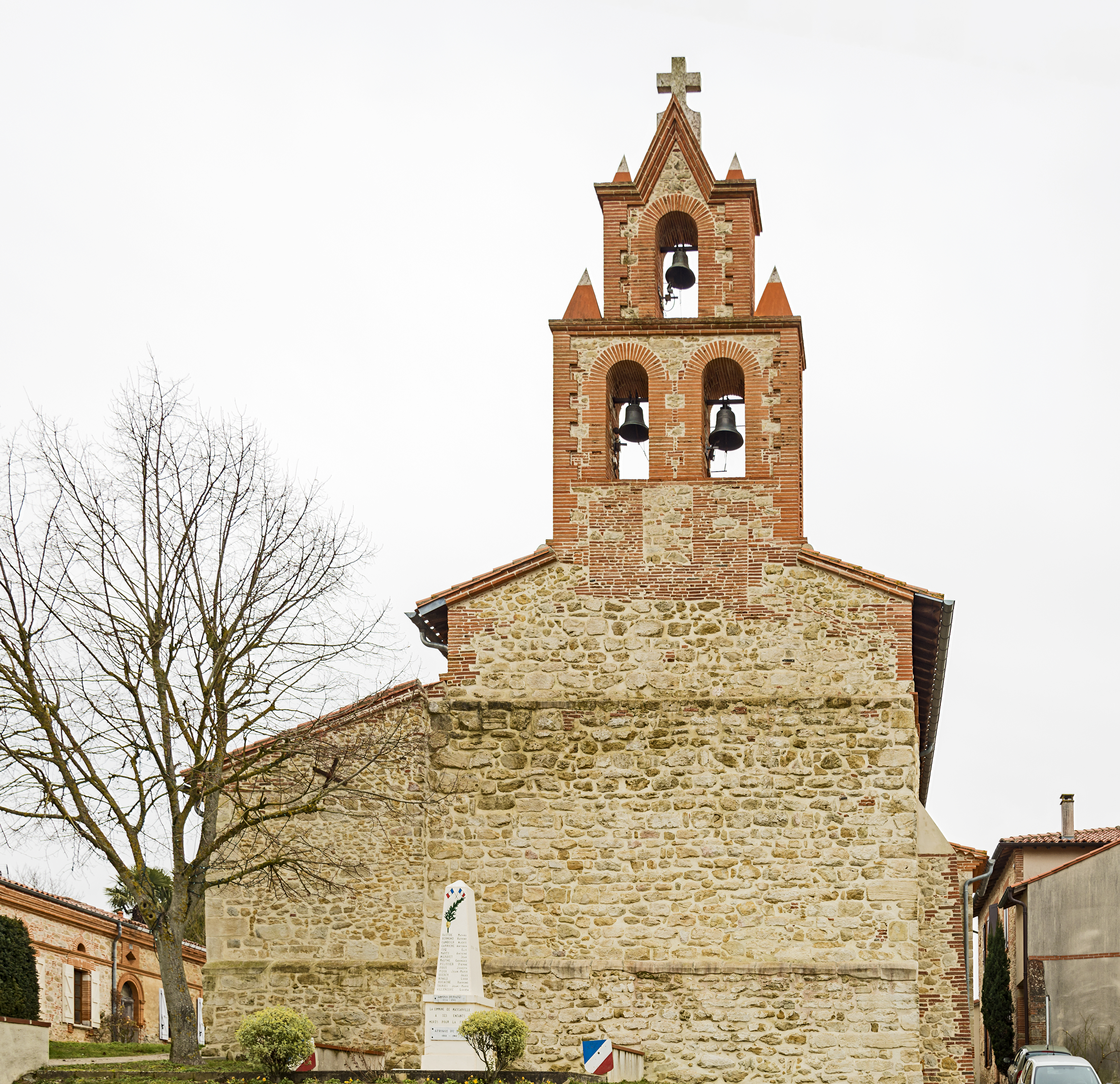
Klockstapeln.